# Emilie Hegh Arntzen
Pour les articles homonymes, voir Arntzen.

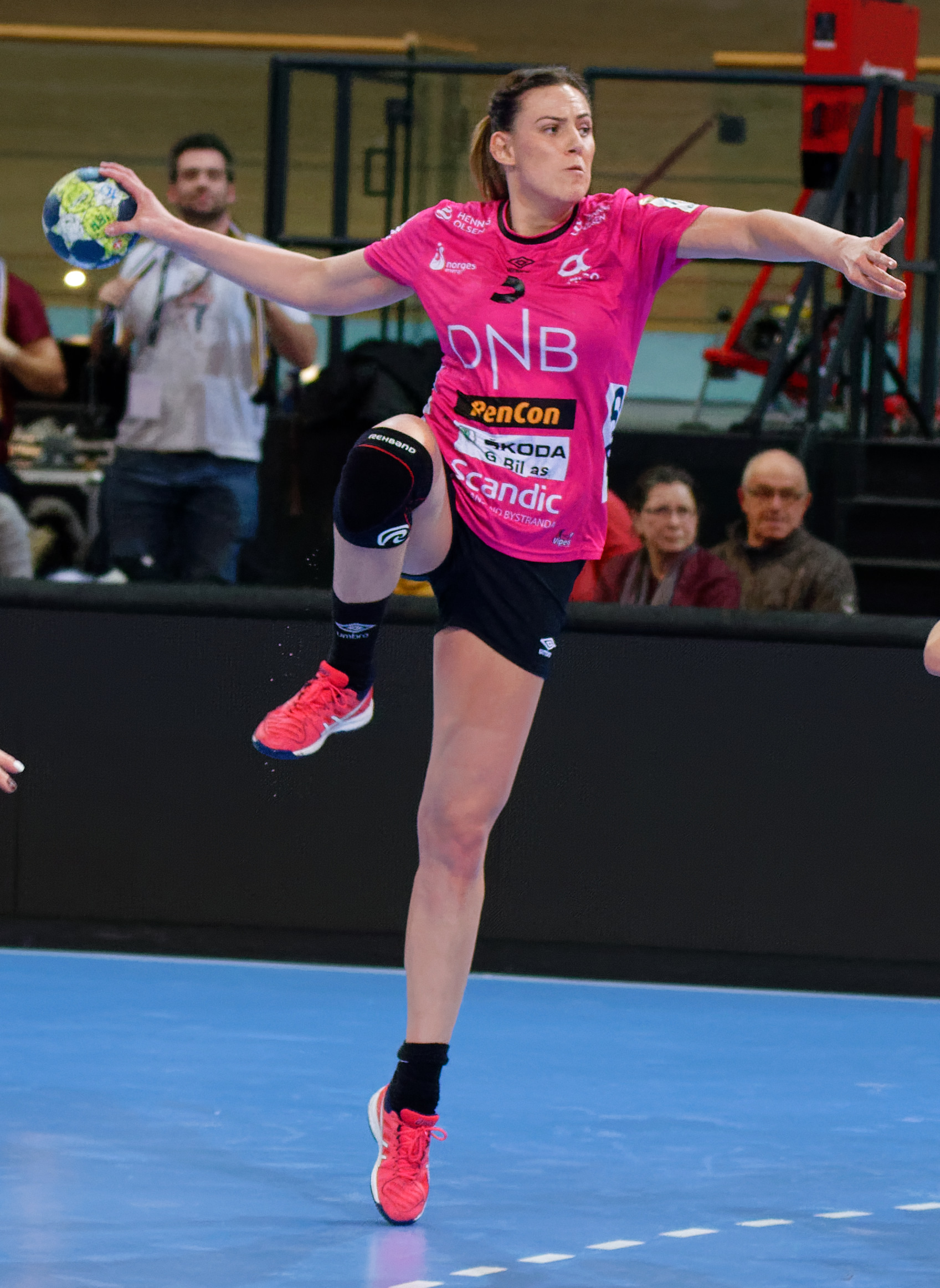
03 février 2018.

Emilie Hegh Arntzen, née le 1er janvier 1994 à Skien, est une handballeuse internationale norvégienne qui évolue au poste d'arrière gauche.
Elle est la fille de l'ancienne handballeuse internationale Hanne Hegh.

## Biographie
Durant sa jeunesse, Emilie Hegh Arntzen joue pour les clubs de Stord, Gulset und Herkules,.
Pour la saison 2010-2011, elle rejoint Gjerpen Håndball, en deuxième division norvégienne.
Avec le club de Gjerpen Håndball, elle finit meilleure marqueuse du championnat de Norvège de deuxième division en 2013-2014. A l'été 2014, elle rejoint Byåsen Trondheim.

## Palmarès

### En sélection
Jeux olympiques
- médaillée de bronze aux Jeux olympiques de 2016 à Rio de Janeiro

championnat du monde
- finaliste du Championnat du monde 2017
- vainqueur du championnat du monde 2021[6]

championnat d'Europe
- vainqueur du championnat d'Europe 2014
- vainqueur du championnat d'Europe 2016

autres
- 4e place au championnat d'Europe des moins de 19 ans en 2013[7]

### En club
compétitions internationales
- troisième de la Ligue des champions en 2019 (avec Vipers Kristiansand)

compétitions nationales
- championne de Norvège en 2018 et 2019 (avec Vipers Kristiansand)
- vainqueur de la coupe de Norvège en 2018 et 2019 (avec Vipers Kristiansand)